# Douglas Johnson
Douglas Johnson, född 1 februari 1925 i Edinburgh, död 28 april 2005 i London, var en engelsk historiker. Han var professor i modern historia vid Birminghams universitet från 1963 till 1968 och professor i fransk historia vid University College London från 1968 till 1990.

## Biografi
Douglas Johnson studerade historia vid Worcester College. År 1947 antogs han som utbytesstudent vid École normale supérieure vid Rue d'Ulm i Paris. Där lärde Johnson känna filosoferna Louis Althusser och Maurice Caveing samt historikern François Bédarida. Johnson publicerade år 1963 en bok om den franske historikern och statsmannen François Guizot; samma år utnämndes Johnson till professor i modern historia vid Birminghams universitet.